# Благодатненська сільська територіальна громада
Благодатненська сільська територіальна громада — територіальна громада в Україні, в Первомайському районі Миколаївської області. Адміністративний центр — село Благодатне.
Площа громади — 370,03 км², населення — 5673 мешканці (2018).
Утворена 7 вересня 2016 року шляхом об'єднання Благодатненської, Воєводської, Новогригорівської, Рябоконівської, Садівської та Семенівської сільських рад Арбузинського району.

## Населені пункти
До складу громади входять 12 сіл:
| Село           | Населення (2016) |
| -------------- | ---------------- |
| Семенівка      | 1519             |
| Благодатне     | 1416             |
| Воєводське     | 1178             |
| Садове         | 574              |
| Любоіванівка   | 410              |
| Рябоконеве     | 382              |
| Новогригорівка | 316              |
| Виноградний Яр | 217              |
| Остапівка      | 128              |
| Зелена Поляна  | 89               |
| Новомихайлівка | 72               |
| Булацелове     | 7                |